# Бак, Крис
Кристофер Джеймс «Крис» Бак (англ. Christopher James "Chris" Buck, 24 февраля 1958, Уичито, Канзас, США) — американский аниматор, режиссёр и сценарист, известный по режиссуре мультфильмов «Тарзан» и «Лови волну!». Лауреат премии «Оскар» за лучший анимационный полнометражный фильм «Холодное сердце».

## Фильмография
Режиссёр
| Год  | Название                                     |
| ---- | -------------------------------------------- |
| 1993 | Домашний пёс (мультсериал, 1 эпизод)         |
| 1999 | Тарзан (совместно с Кевином Лимой)           |
| 2007 | Лови волну! (совместно с Эшем Брэнноном)     |
| 2013 | Холодное сердце (совместно с Дженнифер Ли)   |
| 2019 | Холодное сердце 2 (совместно с Дженнифер Ли) |

Аниматор
| Год  | Название                       |
| ---- | ------------------------------ |
| 1978 | «Малыш»                        |
| 1981 | «Лис и пёс»                    |
| 1987 | «Отважный маленький тостер»    |
| 1988 | «Оливер и компания»            |
| 1989 | «Русалочка»                    |
| 1990 | «Спасатели в Австралии»        |
| 1990 | Box-Office Bunny               |
| 1992 | Bébé's Kids                    |
| 1995 | «Покахонтас»                   |
| 2004 | «Не бей копытом»               |
| 2004 | «Микки: И снова под Рождество» |
| 2005 | «Цыплёнок Цыпа»                |
| 2010 | Не твоё время                  |